# Инаугурация Калвина Кулиджа (1923)
Первая инаугурация Калвина Кулиджа в качестве 30-го Президента США состоялась 3 августа 1923 года, после смерти 29-го президента Уоррена Гардинга накануне вечером. Президентскую присягу проводил отец Кулиджа, мировой судья штата Вермонт Джон Калвин Кулидж-старший. 21 августа 1923 года президент Кулидж повторил присягу перед судьёй Адольфом Холингом-младшим.
Данная инаугурация – шестая незапланированная, чрезвычайная инаугурация в истории инаугураций президента США.

## Первая присяга
Вице-президент Кулидж находился в семейной усадьбе в Вермонте, где не было электричества и телефона, когда он получил известие от посланника о смерти Гардинга. Как новый президент, Кулидж намеревался принять присягу и поприветствовать собравшихся снаружи репортёров. Он оделся в спальне наверху, помолился и спустился вниз.
Присяга проводилась отцом Калвина, нотариусом и судьёй Вермонта Джоном Калвином, перед небольшой группой наблюдателей, среди которых были жена Кулиджа Грейс и член Палаты представителей США Портер Дейл. Приведение к присяге прошло в семейной гостиной Джона Кулиджа при свете керосиновой лампы в 2:47 утра 3 августа 1923 года. После принятия присяги Кулидж вернулся в постель.
Дейл агитировал за Сенат США, когда услышал о смерти Гардинга. Он намеревался обеспечить, чтобы Калвин Кулидж был проинформирован о смерти Гардинга, и предложить любую помощь, которую он мог оказать. В результате Джо Фонтейн был единственным репортёром, присутствовавшим на принесении присяги. По мнению большинства, именно Дейл настойчиво предлагал привести Кулиджа к присяге немедленно, чтобы обеспечить преемственность на посту президента. Позже Дейл написал отчёт об этом событии, который был опубликован в виде статьи в журнале. Церемония была воссоздана для фотографов на следующее утро.
Альберт Харви, маршал США от округа Вермонт, прибыл в Плимут примерно через три часа после того, как Кулидж был приведён к присяге. Быстро заменив нескольких местных жителей, он взял на себя инициативу предоставить Кулиджу охрану. Охранники оставались с Кулиджем до тех пор, пока агенты Секретной службы из Бостона не взяли на себя обязанности после того, как догнали его поезд в Ратленде, когда он возвращался в Вашингтон.

## Вторая присяга
Кулидж вернулся в Вашингтон на следующий день, и через несколько недель, 21 августа 1923 года судья окружного суда США по округу Колумбия Адольф Холинг-младший повторно принял присягу у Кулиджа, так как там был вопрос о том, имеет ли госчиновник право приносить присягу президента. Конституция США требует от президента принять присягу в самом начале своего срока, но не определяет лицо или должностное лицо, которое будет администрировать присягу. Принятие присяги является традиционным для главного судьи Соединённых Штатов, но это не является конституционным требованием. Когда Джордж Вашингтон был приведён к присяге 30 апреля 1789 года, ни Верховный суд, ни какая-либо другая часть федеральной судебной власти не были созданы — президентскую присягу проводил канцлер Нью-Йорка Роберт Ливингстон.
Холинг хранил вторую присягу в секрете до тех пор, пока не подтвердилось откровение Гарри Догерти об этом в 1932 году. Когда Холинг подтвердил рассказ Догерти, он указал, что Догерти, в то время занимавший пост генерального прокурора Соединённых Штатов, попросил его принять присягу в отеле Willard. По словам Холинга, он не подвергал сомнению причину, по которой Догерти потребовал повторного принесения присяги, но полагал, что это должно было разрешить любые сомнения относительно того, было ли первое приведение к присяге действительным (так оно и было), поскольку оно проводилось государственным чиновником.